# Jens Veggerby
Jens Veggerby (Kopenhagen, 20 oktober 1962) is een voormalig Deens wielrenner die vooral als baanwielrenner actief is geweest.

## Biografie
Veggerby was professioneel wielrenner van 1984 tot 1999. Als amateur wegrenner won hij in 1982 een etappe in de Ronde van Zweden en werd hij nationaal Deens kampioen op de weg in 1983. In de beginjaren van zijn profcarrière was hij naast het baanwielrennen ook actief als wegrenner. Zo won hij in 1989 een etappe in de Ronde van Romandië. Later concentreerde hij zich helemaal op het baanwielrennen.
Hij was vooral succesvol als zesdaagsenwielrenner. Hij nam in totaal aan 89 zesdaagsen deel en heeft 13 overwinningen op zijn naam staan. Hij neemt hiermee de 52e plaats in op de ranglijst aller tijden. Van deze 13 overwinningen won hij er 5 samen met zijn landgenoot Jimmi Madsen.
Als baanwielrenner was Jens Veggerby ook succesvol in eendagskoppelkoersen. Op dit nummer behaalde hij driemaal de Europese titel; in 1990 met de Italiaan Pierangelo Bincoletto en in 1996 en 1997 beide keren samen met zijn landgenoot Jimmi Madsen. Een ander succes op de baan was zijn wereldtitel stayeren in 1993.

## Zesdaagsenoverwinningen
| Nr. | Jaar | Zesdaagse van | Samen met        |
| --- | ---- | ------------- | ---------------- |
| 1   | 1989 | Kopenhagen    | Danny Clark      |
| 2   | 1991 | Kopenhagen    | Danny Clark      |
| 3   | 1992 | Antwerpen     | Stan Tourné      |
| 4   | 1992 | Gent          | Etienne De Wilde |
| 5   | 1993 | Kopenhagen    | Rolf Sørensen    |
| 6   | 1994 | Antwerpen     | Etienne Dewilde  |
| 7   | 1994 | Stuttgart     | Etienne Dewilde  |
| 8   | 1995 | Herning       | Jimmi Madsen     |
| 9   | 1996 | Stuttgart     | Jimmi Madsen     |
| 10  | 1997 | Berlijn       | Olaf Ludwig      |
| 11  | 1997 | Kopenhagen    | Jimmi Madsen     |
| 12  | 1997 | Herning       | Jimmi Madsen     |
| 13  | 1998 | Bremen        | Jimmi Madsen     |

| Aantal | Samen met                                   |
| ------ | ------------------------------------------- |
| 5      | - Jimmi Madsen                              |
| 3      | - Etienne De Wilde                          |
| 2      | - Danny Clark                               |
| 1      | - Stan Tourne - Rolf Sørensen - Olaf Ludwig |

## Resultaten in voornaamste wedstrijden
| Jaar | Gent-Wevelgem | Amstel Gold Race | Luik-Bast.‑Luik | Rund um den Henninger-Turm |
| ---- | ------------- | ---------------- | --------------- | -------------------------- |
| 1987 | 47e           |                  | 43e             |                            |
| 1988 | 48e           | 16e              |                 | 4e                         |
| 1989 |               |                  |                 | 11e                        |